# فرن الصناعات المعدنية

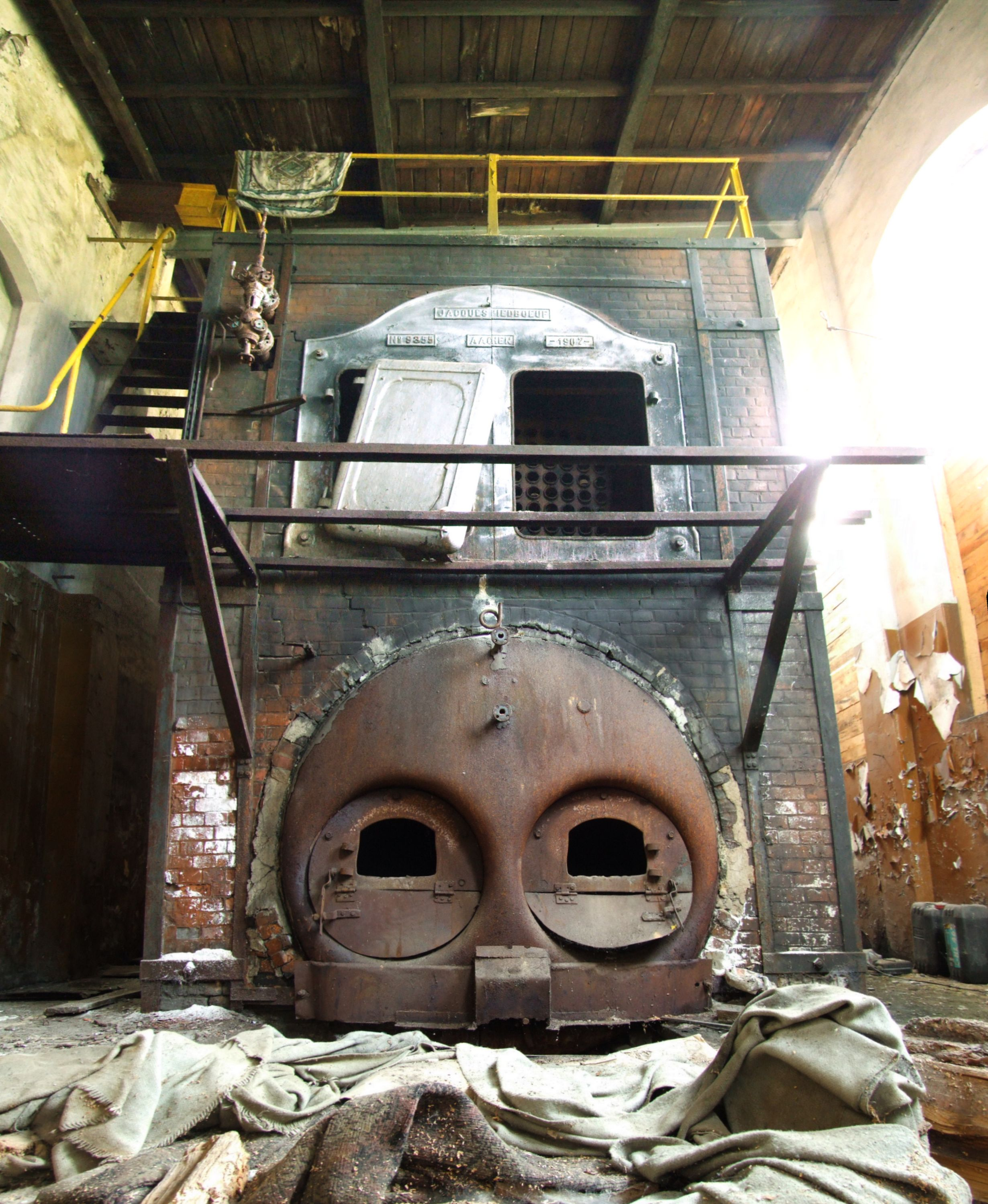
فرن صناعي يعود إلى سنة 1907.

فرن الصناعات المعدنية هو فرن صناعي يستخدم في الصناعات المعدنية بشكل أساسي في عمليات صهر الخامات والمعادن من أجل إزالة الشوائب المعدنية والحصول على الفلزات النقية مثل الحديد.
هناك مصادر متعددة للطاقة التي يمكن استخدامها من اجل تزويد الفرن بالحرارة، مثل الأسلوب التقليدي بحرق الوقود الأحفوري أو عبر الكهرباء مثل فرن القوس الكهربائي أو عبر التسخين بالحث مثل أفران فرن الحث الكهربائي؛ كما توجد أنواع متعددة من الأفران المخصصة للصناعات المعدنية حسب العملية الصناعية.